# Rodrigo Alberto Carazo Odio
Pour les articles homonymes, voir Carazo (homonymie) et Odio.
Rodrigo Alberto Carazo Odio, né le 27 décembre 1926 à Cartago et mort le 9 décembre 2009 à San José, est un économiste et un homme d'État costaricain, président de la République de 1978 à 1982 et un des fondateurs de l'Université pour la paix.

## Biographie
Après avoir fondé et dirigé (1954-1959) l'Institut national de l'habitation et de l'urbanisme, il est directeur de la Banque centrale du Costa Rica de 1960 à 1965.
Député de San José de 1966 à 1970, il préside l'Assemblée législative du Costa Rica de 1966 à 1967. En 1974, il est candidat à la présidence pour le Parti rénovateur démocratique (PRD), mais il s'incline devant Daniel Oduber Quirós. En 1978, il se présente à nouveau comme candidat d'une coalition regroupant le PRD et plusieurs autres partis moins importants, et est élu face à Luis Alberto Monge Álvarez.

### Présidence
Carazo mène une politique caractérisée par la défense de la souveraineté nationale, que ce soit sur le plan économique ou politique.

#### Politique économique
Alors que le pays est confronté à une grave crise économique, due à l'effondrement des prix du café, la principale ressource du pays, il s'oppose aux demandes du Fonds monétaire international (FMI) et maintient artificiellement la valeur du colón. Le colón est toutefois fortement dévalué en septembre 1980 et le pays sera aux prises avec une forte inflation.
Sur le plan des ressources naturelles, il favorise l'exploration et l'exploitation de gisements pétroliers, réglemente l'exploitation des gisements aurifères du sud du pays et inaugure l'usine hydroélectrique du lac Arenal. Il construit également plusieurs infrastructures importantes: autoroutes, lignes de chemin de fer, etc.

#### Politique extérieure
La politique extérieure de Carazo est monopolisée par les relations tendues que le Costa Rica entretient avec le Nicaragua, gouverné par le dictateur Somoza et menacé par le Front sandiniste de libération nationale dans la région frontalière. Carazo avertit Somoza de ne pas tenter d'entrer au Costa Rica et renforce ses moyens de défense militaire. Cette situation s'achève avec la prise de pouvoir des sandinistes en 1979.
En 1981, Carazo rompt les relations diplomatiques du Costa Rica avec Cuba.